# Miquel Arévalo Sangés
Miquel Arévalo Sangés (Tarragona, 1911 - Barcelona, 1995) fou atleta i dirigent esportiu.
Exatleta del FC Barcelona, Gimnàstic de Tarragona i Barcelona Universitari Club (BUC), va ser tres vegades campió d'Espanya de 100 metres (1930, 1932 i 1933) i una de 200 metres (1930) i plusmarquista espanyol d'ambdues distàncies, i també quatre vegades campió de Catalunya de 100 i 200 metres entre 1930 i 1935. Una vegada retirat va escriure cròniques d'aquest esport al diari El Mundo Deportivo. Va ser president de la Federació Catalana d'Atletisme de 1960 a 1966, i durant el seu mandat el 1965, va presidir els actes del cinquantè aniversari de la federació. Després de deixar el càrrec va ser designat president del sector nord-oest de la Federació Espanyola d'Atletisme, de la qual va ser també vicepresident, i que comprenia Catalunya, València, Balears i Aragó. Posteriorment, el 1972 va ser nomenat president de la secció d'atletisme del FC Barcelona.

## Palmarès
Campió de Catalunya
- 100 metres llisos: 1930, 1932, 1934, 1935
- 200 metres llisos: 1930, 1932, 1934, 1935